# Ashland/63rd (Metro de Chicago)
Ashland/63rd es la estación terminal de la línea Verde del Metro de Chicago. La estación se encuentra localizada en 6315 South Ashland Avenue en Chicago, Illinois. La estación Ashland/63rd fue inaugurada el 6 de mayo de 1969.  La Autoridad de Tránsito de Chicago es la encargada por el mantenimiento y administración de la estación.

## Descripción
La estación Ashland/63rd cuenta con 1 plataforma central y 2 vías. La estación también cuenta con 235 de espacios de aparcamiento.

## Conexiones
La estación es abastecida por las siguientes conexiones: 
- Rutas del CTA Buses: #9 Ashland (nocturno) #X9 Ashland Express #63 63rd St (nocturno)